# Corinna propera
Corinna propera is een spinnensoort uit de familie van de loopspinnen (Corinnidae).
De wetenschappelijke naam van de soort werd in 1935 als Lausus properus gepubliceerd door Sukh Dyal.